# Sophie Vavasseur
Sophie Vavasseur (nascida em 10 de maio de 1992) é uma atriz irlandesa mais conhecida por seu papel como Evelyn Doyle no filme irlandês Evelyn.

## Carreira
Nascida em Dublin, na Irlanda, Vavasseur já apareceu em filmes, no palco, e fez uma série de anúncios e vozes em off. Ela já atuou em quatro filmes até o momento. O primeiro é Evelyn, no qual ela interpreta o papel-título (filha do personagem de Pierce Brosnan). O segundo é Resident Evil: Apocalypse, onde ela interpreta a filha de Charles Ashford (Angela "Angie" Ashford), que foi o criador do T-Virus. Créditos no cinema incluem também o filme IMAX Twang e Reign of Fire, estrelado por Matthew McConaughey e Christian Bale. No palco, ela apareceu em Come on Over de Conor McPherson no The Gate Theatre.
Em 2007, Vavasseur apareceu em Becoming Jane, um filme baseado na vida privada de Jane Austen; nesse mesmo ano ela iria estrelar uma nova adaptação para a TV britânica de The Old Curiosity Shop de Charles Dickens. Em 2010, ela apareceu como uma adolescente possuíada no filme de terror hispano-americano Exorcismus, ao lado de Richard Felix, Doug Bradley e Stephen Billington. 

## Filmografia
| Ano  | Formato         | Título                            | Papel                    |
| ---- | --------------- | --------------------------------- | ------------------------ |
| 2017 | Série           | Vikings                           | Princesa Ellisif         |
| 2017 | Filme           | Resident Evil: The Final Chapter  | Angela Ashford/Red Queen |
| 2017 | Filme           | Bring It On: Worldwide Cheersmack | Hannah                   |
| 2010 | Filme           | Exorcismus                        | Emma Evans               |
| 2007 | Filme para a TV | The Old Curiosity Shop            | Nell Trent               |
| 2007 | Minissérie      | Northanger Abbey                  | Annie Thorpe             |
| 2007 | Filme           | Becoming Jane                     | Jane Lefroy              |
| 2004 | Filme           | Resident Evil: Apocalypse         | Angela Ashford/Red Queen |
| 2002 | Filme           | Evelyn                            | Evelyn Doyle             |